# Hans-Joachim Heusinger
Hans-Joachim Heusinger (Lipsia, 7 aprile 1925 – 26 giugno 2019) è stato un politico tedesco orientale.

## Biografia
Hans-Joachim Heusinger si è formato come elettricista tra il 1939 e il 1942; si è poi laureato. Ha successivamente prestato servizio nella Wehrmacht fino al 1945. Dal 1945 al 1951, ha lavorato come elettricista e ingegnere via cavo. Nel 1947 si unì ai Liberal Democratici (LLPD). Dal 1951 al 1952 fu membro del consiglio comunale di Lipsia. Ricopre anche altre posizioni politiche, in particolare nella direzione del suo partito. Dal 1955 al 1960 frequenta la formazione per corrispondenza presso l'Accademia tedesca di scienze politiche e giuridiche di Potsdam.
Tra il 1957 e il 1959 fu direttore della Camera di commercio e dell'industria di Cottbus. Dal 1959 al 1973 è stato segretario del comitato di partito e, dal 1972 al 1980, è stato vicepresidente. Dal 1961 è membro della Camera del popolo; fu dapprima membro della Commissione Giuridica e, dal 1963 al 1973, fu membro della Commissione per l'industria, l'edilizia e i trasporti. Dal 1972 al 1990 è stato Ministro della Giustizia della DDR, e fino al 1989, uno dei vicepresidenti del Consiglio dei Ministri.

## Onorificenze
Hans-Joachim Heusinger è decorato nel 1975 con l'Ordine al merito patriottico.

## Pubblicazioni
- (DE)  Die Jahreshauptversammlungen 1969 müssen der Einbeziehung aller Mitglieder in die Erfüllung unserer Aufgaben und der Stärkung der Nationalen Front dienen! Referat in der 5. Zentralvorstandssitzung der LDPD am 2. Dezember 1968, Berlin 1968
- (DE)  Rechtssicherheit – garantiert für jeden, Berlin 1985